# 潔絲米妮·傑
潔絲米妮·傑（英語：Jasmine Jae，1981年8月31日—），英國女色情演員。
傑曾於大學階段在一家服裝店工作，後於2012年時進入成人業，當時她29歲。她的藝名來自《阿拉丁》中的茉莉公主（Princess Jasmine）。
至今，她已拍攝超過220成人影片。

## 外部連結
- 潔絲米妮·傑在互联网电影资料库（IMDb）上的資料（英文）
- Jasmine Jae在網際網路成人電影資料庫
- 成人電影資料庫上Jasmine Jae的资料（英文）